# Boogeyman 3
Boogeyman 3 es la tercera entrega de la serie de la película Boogeyman, lanzada en 2009.

## Sinopsis
Boogeyman 3 comienza con la hija del Dr. Mitchell Allen (Tobin Bell), Audrey (Nikki Sanderson). Audrey procede a tomar una ducha y mientras lo hace ve una mano con un guante negro. Por miedo, Audrey se levanta y va a su habitación a dormir. Su perro, sin embargo está inquieto y quiere jugar a la pelota. Para tranquilizarlo, ella lanza la pelota al armario, después de un tiempo, ella se preocupa porque su perro no ha vuelto todavía. Camina hasta el armario y encuentra sangre en el suelo del armario. Ella se aleja y, con un grito, algo le atrapa y la lleva debajo de su cama.
Sarah Morris (Erin Cahill) es una estudiante que está haciendo un programa de radio en la estación de la universidad donde ella trata de ayudar a la gente con sus problemas, como el caso de un hombre que acaba de romper con su novia. Poco después, Audrey llega a la habitación de Sarah en la noche, delirando que "Él está en todas partes". Sarah le deja pasar la noche. Al día siguiente, Audrey llama al show radial de Sarah para contarla a ella y  el doctor invitado al programa sobre el Boogeyman. Ellos no le creen, pero deja a Sarah pensando que es un posible suicidio, mientras que el Dr. Kane se queda con ella por teléfono. El Boogeyman comienza a estrangular a Audrey, cuando Sarah llega. Cuando otros llegan a la habitación, Audrey parece que se hubiera ahorcado.
Poco después, Sarah descubre el diario de Audrey entre sus cosas; ella empieza a creer que el Boogeyman es real y trata de advertir a sus amigos y su novio, David (Chuck Hittinger). Ellos se niegan a creer lo que estaba pensando y Sarah decide tratar con el trauma de su amigo moribundo poco después de la muerte de su madre. Sus amigos comienzan a desaparecer, Sarah empieza a tener visiones de su muerte en las que es arrojada al mundo alternativo de Boogeyman. La gente se niega a creer sus afirmaciones, por lo que decide hablar sobre Boogeyman a la audiencia de su programa de radio. Sarah empieza a creer que Boogeyman gana el  poder que la leyenda indica y seguirá creciendo mientras la gente crea que podría ser real. El Dr. Kane comienza a preocuparse por su estabilidad mental.
Sarah se hace cargo de la estación de radio de emergencia para advertir a los estudiantes de distancia, lo que llevó a su detención por la seguridad del campus. Durante su detención policial, el Dr. Kane negocia su liberación hasta que el cuerpo de un amigo de Sarah Lindsey es encontrado en una lavadora. Sarah se da cuenta el Dr. Kane es en realidad empezando a creer que los dos testigos de una manifestación de la luz del Boogeyman. Dr. Kane, tratando de demostrar que está mal, entra en la habitación donde está la luz, y, posteriormente, asesinado a golpes por el Boogeyman. Sarah se da cuenta de la Boogeyman ha estado utilizando el miedo para advertir a todo el mundo con el fin de conseguir que todos crean en él.
Sarah corre a su habitación para salvar a David, que ahora cree que su historia y ha estado leyendo el diario. Ella lo encuentra con la mirada perdida en un armario negro, pero es incapaz de evitar que el Boogeyman de tirar de él pulg David es muy pronto, después de arrojada a la sala, destripado, cubriéndose en la sangre. La policía y los estudiantes llegan a encontrar la escena. Para evitar la creencia del Boogeyman se expanda, Sarah dice que ella cometió todos los asesinatos que ella misma y que el Boogeyman no es real. Uno de los oficiales en el ascensor revela que él no cree que pudo haber hecho que por sí misma. Ella insiste en que lo hizo, pero el ascensor se detiene y ella se detuvo en el hueco del ascensor por el Boogeyman con los dos agentes de la policía mirando con incredulidad como los gritos de Sarah se desvanecen.
Un año más tarde, dos estudiantes de primer año se alojan en la habitación de Sarah. Se interrumpe la de otros estudios para contarle la historia de la "loca" que pensaban que el Boogeyman era real que vivía en la habitación hace un año. Se revela el colegio cambió el nombre de residencia para que la gente del miedo para entrar a vivir de la niña estudiar las hojas para ir a la biblioteca un poco de paz, al ver que el otro parece en realidad miedo a estar sola y burlándose de ella, ya que la deja. Una vez sola, la otra chica es muy pronto atacada y arrastrada por debajo de su cama a un destino desconocido.

## Reparto
- Erin Cahill como Sarah Morris
- Chuck Hittinger como David
- Mimi Michaels como Lindsay
- George Maguire como Jeremy
- WB Alexander como Lukas
- Matt Rippy como Roger Kane
- Nikki Sanderson como Audrey Allen
- Elyes Gabel como Ben
- Galina Talkington como Katie
- Jayne Wisener como Amy
- Kate Maberly como Jennifer
- Nikolai Sotirov y Vladimir Yossifov como Boogeyman

## Primera parte
- Boogeyman. 2005.

## Segunda parte
- Boogeyman 2. 2008.